# Kaukaska branka, czyli nowe przygody Szurika
Kaukaska branka, czyli nowe przygody Szurika (tyt. oryg. Кавказская пленница, или Новые приключения Шурика) – radziecka komedia slapstickowa z 1967 roku w reżyserii Leonida Gajdaja.

## Opis fabuły
Badacz folkloru Szurik wyjeżdża na Kaukaz, aby tam zbierać  miejscowe bajki, legendy i toasty. Jadąc na ośle spotyka kierowcę ciężarówki szpitalnej Edika. Edik nie może uruchomić ciężarówki, a Szurik zmusić osła do kontynuowania podróży. Sytuację pomaga rozwiązać studentka Nina, która przyjechała w odwiedziny do rodziny. Nina jest studentką pedagogiki, a także członkinią Komsomołu i sportsmenką, uprawiającą alpinizm. Jej wuj Dżabrail pracuje jako kierowca u Saachowa, prezesa rejonowego przedsiębiorstwa gospodarki komunalnej.
Saachow zachwycony urodą Niny oferuje za nią Dżabrailowi 20 owiec i fińską chłodziarkę. Nina zostaje porwana i zamknięta w daczy Saachowa przez trzech rzezimieszków (Bałbies, Trus i Bywałyj). Przy pomocy Szurika i jego przyjaciela Edika, Nina ucieka z daczy Saachowa, sam Saachow trafia przed sąd, ponosząc zasłużoną karę. 

## O filmie
- Zdjęcia kręcono na Krymie (Aj-Petri, Massandra, Krasnaja Polana, Łuczistoje, Symferopol)[1] oraz na Kaukazie.
- Śpiewającej piosenkę o niedźwiedziu głównej bohaterce głosu użyczyła piosenkarka Aida Wediszczewa.
- Inspiracją dla scenariusza filmowego były prasowe artykuły o ciekawostkach z Kaukazu – w jednej z nich zakochany dżygit porwał dziewczynę, inny opowiadał o miejscowych działaczach partyjnych, którzy nadużywając własnych stanowisk gromadzili "haremy".
- Najpopularniejszy film 1967 roku w radzieckich kinach. Sprzedano na niego 76,5 mln biletów.

## Obsada
- Aleksandr Diemjanienko jako Szurik
- Natalia Warlej jako Nina
- Jurij Nikulin jako Bałbies
- Gieorgij Wicyn jako Trus
- Jewgienij Morgunow jako Bywałyj
- Rusłan Achmetow jako Edik
- Władimir Etusz jako towarzysz Saachow
- Frunzik Mykyrtczian jako wuj Niny
- Donara Mkrtczjan jako ciotka Niny
- Nina Grebeszkowa jako lekarka pierwszej pomocy
- Michaił Gruzskij jako recepcjonista w hotelu
- Piotr Repnin jako naczelny lekarz w szpitalu psychiatrycznym